# Petrosia nigricans
Petrosia nigricans är en svampdjursart som beskrevs av Lindgren 1897. Petrosia nigricans ingår i släktet Petrosia och familjen Petrosiidae. Inga underarter finns listade i Catalogue of Life.